# Helligåndshus
Et helligåndshus var i middelalderen et plejehjem eller hospital, fordi syge- og alderdomspleje regnedes for kærlighedsgerninger, udøvet i helligåndens navn. Med pilgrimshospitalet i Jerusalem som forbillede og under påvirkning af Johanniterordenens sygepleje opstod der fra det 12. århundrede og videre frem, den type hospitaler i mange byer. De tog sig af svage og syge (dog ikke spedalske, for hvem der var særlige Skt Jørgens Gårde uden for byen), men også af gamle og uarbejdsdygtige, og de var mere alderdoms-, pleje- og gæste-hjem end hospitaler i moderne forstand. Stifterne kunde være fyrster og bisper, men også menige præster eller borgere. Plejerne i et helligåndshus, både mandlige og kvindelige, var lægfolk, der dannede et broderskab; Reglerne var næppe ensartede, men byggede sikkert på Johanniterreglen. Nogen fælles organisation havde de ikke; kun i selve Helligåndsordenen var der mere fasthed. Oprindelig havde helligåndshuse kirkeligt præg, og mange beholdt det; men andre blev til som borgerlige stiftelser eller gik i alt fald ind under borgernes styrelse. Dette gælder især i Tyskland, således det endnu bevarede helligåndshus i Lübeck.
I danske byer hører man om helligåndshuse fra midten af 1200-tallet. Stiftelsen i Roskilde var dog vistnok ældre, og her var der tillige Duebrødre-Stiftelse og Skt Jørgens Gaard. Næstældst var helligåndshuset i Ribe. Lunds helligåndshus nævnes første gang 1269, Københavns, der var stiftet af Roskildebispen, kendes fra 1296. Enkelte helligåndshuse tilhørte Johanniterne (Antvorskov, Odense og Nykøbing Mors, det sidste dog grundlagt af borgerne, men annekteret af Dueholm Kloster). Helligåndshuse var i reglen uden indbyrdes forbindelse og uden forbindelse med Helligaandsordenen; men i Malmø, København, Nakskov, Randers og Aalborg omdannedes de til Helligaandsklostre. Det nu bevarede helligåndshus i København og vistnok også det i Randers er rester af klosterkomplekser.

## Helligåndshuse i Danmark
- Helligåndshuset i København
- Helligåndshuset i Næstved
- Helligåndshuset i Randers
- Helligåndshuset i Slagelse
- Helligåndshuset i Vordingborg (nu forsvundet)[1]
- Helligåndshuset i Aalborg

## Helligåndshuse i Skånelandene
- Malmö helgeandshus
- Lunds helgeandshus
- Landskrona helgeandshus
- Ystad helgeandshus
- Falsterbo helgeandshus

## Helligåndshuse i det middelalderlige Sverige
- Arboga helgeandshus
- Jönköpings helgeandshus
- Kalmar helgeandshus
- Linköpings helgeandshus
- Skänninges helgeandshus år 1331 nämns ett Helgeandshus för första gången i det skriftliga källmaterialet.
- Nyköpings helgeandshus
- Stockholms helgeandshus, grundat genom en testamentsgåva 1301, invigt därefter.
- Söderköpings helgeandshus
- Uppsala helgeandshus, grundat av Andreas And genom en testamensgåva på 1290-talet, invigt 1303
- Vadstena helgeandshus
- Visby helgeandshus, grundat innan 1288
- Västerås helgeandshus, 1345 till 1533
- Växjö helgeandshus
- Åbo helgeandshus

## Eksterne kilder og henvisninger
- Helligåndshusets Kirke, Odense hos danmarkskirker.natmus.dk (Danmarks Kirker, Nationalmuseet)

|  | Denne artikel kan blive bedre, hvis der indsættes geografiske koordinater Denne artikel omhandler et emne, som har en geografisk lokation. Du kan hjælpe ved at indsætte koordinater i wikidata. |